# Norman Lash
Norman Lash (1908–1960) – brytyjski wojskowy, generał dywizji, w 1948 dowodził Legionem Arabskim podczas I wojny izraelsko-arabskiej.
Został oddelegowany do Królestwa Transjordanii. W dniu 15 maja 1948 John Bagot Glubb powierzył mu dowództwo nad działaniami operacyjnymi Legionu Arabskiego w byłym Mandacie Palestyny.
Powołał on pułkownika Abdullaha el-Tell do poprowadzenia ataku na Stare Miasto Jerozolimy (16-28 maja 1948), za co był krytykowany przez wielu brytyjskich oficerów, którzy uważali arabskich oficerów za niezdyscyplinowanych. Jak na ironię arabscy oficerowie również go krytykowali, że był bardziej politykiem niż dowódcą wojskowym.
Po zakończeniu wojny uczestniczył w negocjacjach izraelsko-jordańskich w sprawie zawieszenia broni. W dniu 1 kwietnia 1951 otrzymał awans na generała dywizji i opuścił Legion Arabski.